# Остров ржавого генерала
«Остров ржавого генерала» — фантастический детский художественный фильм, экранизация повести «Остров ржавого лейтенанта» Кира Булычёва из цикла «Приключения Алисы».

## Сюжет
Алиса Селезнёва, обычная московская школьница XXI века, получает роль Красной Шапочки в фильме-сказке и летит сниматься. В это время при раскопках обнаруживают старых боевых роботов и отправляют их на переплавку, но по дороге по морю они пропадают. Оказывается, они не полностью утратили свои военные способности и смогли сбежать, высадиться на необитаемом острове и начать подготовку к захвату человечества. Отлучившись в один из дней со съёмок, Алиса попадает к ним в плен.

## Отзывы и оценки
Булычёву фильм не понравился — он считал выбор исполнительницы главной роли неудачным, отметив, что Катя Прижбиляк не вызвала у зрителя того эмоционального интереса, какой вызвала Наташа Гусева. 
Журнал «Мир фантастики» поставил фильм на 7-е (из 8) место в рейтинге экранизаций «Алисы». Авторы согласились с Булычёвым насчёт неудачного подбора актрисы, но отметили отличную актёрскую работу Александра Ленькова, ради которой стоит смотреть фильм. В журнале Time Out критиковали пассивность Алисы, которая «растеряла всякую тягу к приключениям» и стала не похожа на привычную героиню, посчитали, что фильм был бы успешнее, если бы героиню звали как-то иначе. Владимир Гордеев в обзоре для сайта «Экранка.ру» критиковал «ужасные спецэффекты», но отметил, что в фильме «офигенные роботы», которые «сделали бы честь брутальнейшему пост-апокалиптическому фильму».

## В ролях

Катя Прижбиляк в роли Алисы

| Актёр              | Роль                                                       |
| ------------------ | ---------------------------------------------------------- |
| Катя Прижбиляк     | Алиса Селезнёва                                            |
| Александр Леньков  | робот Баба-Яга                                             |
| Михаил Данилов     | режиссёр Степан Степаныч                                   |
| Людмила Артемьева  | учёная Светлана Одинокая (озвучивает Ольга Гаспарова)      |
| Станислав Соколов  | техник Егорушкин                                           |
| Сергей Скрипкин    | робот Поля                                                 |
| Наталья Григорьева | диктор телевидения                                         |
| Марина Саускан     | помощник режиссёра (в титрах — М. Вакулина)                |
| Владимир Балон     | генерал «Большое Железо» (озвучивает Сергей Малишевский)   |
| А. Тормишев        | капрал                                                     |
| Татьяна Агафонова  | пилот Звонилкина (нет в титрах)                            |
| Валерий Сторожик   | учёный Сидоров (нет в титрах; озвучивает Владимир Антоник) |

## Съёмочная группа
- Автор сценария: Кир Булычёв
- Режиссёр-постановщик: Валентин Ховенко
- Оператор-постановщик: Феликс Кефчиян
- Художники-постановщики: Теодор Тэжик, Алексей Котёночкин
- Композитор: Александр Чайковский
- Стихи: Николая Зиновьева
- Исполняет: Светлана Степченко
- Звукооператор: Сергей Кель
- Режиссёр: С. Никитин
- Оператор: Р. Романов
- Художник-декоратор: С. Шонина
- Художник по костюмам: В. Николаева
- Монтаж: Г. Шмовановой
- Ассистенты:
  - режиссёра: О. Предыбайлова, Н. Лобанова
  - оператора: А. Маничев
  - звукооператора: А. Степанова-Молодова
- Комбинированные съёмки:
  - операторы: Ю. Корох, Александр Пекарь
  - художник: И. Зорина
- Мастер по свету: С. Волокитин
- Оператор подводных съёмок: Я. Малышев
- Государственный симфонический оркестр кинематографии
  - дирижёр: Владимир Вербицкий
- Музыкальный редактор: Г. Чуприна
- Редактор: В. Гусева
- Административная группа: А. Вейс, С. Шарафетдинова, Е. Дятлова
- Директор картины: Владимир Предыбайлов